# 生駒正信
生駒 正信（いこま まさのぶ）は、安土桃山時代から江戸時代初期にかけての武将。通称は甚助。

## 略歴
生駒一正の次男として誕生する。家臣の高松内匠長重が病死すると、父の命により高松家の家督を継いだ。
その後は兄・正俊に仕えて讃岐国大内郡で1万石を与えられ、引田城と与治山城に在番するが、正俊とは不仲であり、慶長20年（1615年）4月11日、讃岐を退去して大坂に赴いた。
大坂の陣では馬上30騎を預けられ、大野治長の組に付属された。大坂城落城後は旧臣の山地源兵衛近房方に落ち延び、寒川郡奥山村に潜伏するが、山伏の天輪坊の密告により居場所が発覚、その後、正俊の命により元和元年（1615年）7月13日に自害した。一説には奥山村の里人が正信を饗宴に誘い出して殺害したともいう。法名は及尽院功岳宗勲禅定門。